# کارولین اسمیت نیلسن
کارولین اسمیت نیلسن (انگلیسی: Karoline Smidt Nielsen؛ زادهٔ ۱۲ مهٔ ۱۹۹۴) بازیکن فوتبال اهل دانمارک است.
از باشگاه‌هایی که در آن بازی کرده‌است می‌توان به باشگاه فوتبال ۱.اف‌اف‌سی توربین پوتسدام اشاره کرد.
وی همچنین در تیم‌های ملی فوتبال Denmark women's national under-17 football team, Denmark women's national under-19 football team، و زنان دانمارک بازی کرده‌است.